# ハロウィンII (1981年の映画)
『ハロウィンII』（Halloween II）は、1981年のアメリカ映画である。日本公開時のタイトルは『ブギーマン』であったが、ビデオ発売時に改題された。「ハロウィンシリーズ」の第2作目で、『ハロウィン』の直接の続編である。リック・ローゼンタール監督、ジョン・カーペンター、デブラ・ヒル脚本・製作、ドナルド・プレザンス、ジェイミー・リー・カーティス出演。
本作は最初の人物の遠近撮影やクリフハンガーで物語を終えるなど、前作を成功させる鍵となった要素を再現している。興行収入は成功し、アメリカ合衆国で2550万ドル以上を稼いだ。映画批評家の評価は公開直後から賛否がわかれた。数人の批評家は本作のむらのあるテンポや穴のあるプロット、弱められた登場人物の演技などを批判した。

## ストーリー
前作のラストでマイケルに殺されかけたローリーはその夜のうちに病院に運ばれるが、彼女を追ってマイケルが病院に現れ、再び連続殺人を繰り返す。

## キャスト
※括弧内は日本語吹替。
- ローリー・ストロード - ジェイミー・リー・カーティス（幸田直子）
- サミュエル・ルーミス医師 - ドナルド・プレザンス（富田耕生）
- リー・ブラケット保安官 - チャールズ・サイファーズ（英語版）（池田勝）
- マイケル・マイヤーズ - ディック・ウォーロック（英語版）
- マリオン・チェンバース - ナンシー・スティーヴンス（谷育子）
- ジミー・ロイド - ランス・ゲスト（英語版）（堀内賢雄）
- バド - レオ・ロッシ（英語版）（千田光男）
- カレン - パメラ・スーザン・シュープ（英語版）（小宮和枝）
- ゲーリー・ハント - ハンター・ヴォン・リアー（英語版）（堀勝之祐）
- ジル - タウニー・モイヤー（英語版）（横尾まり）
- ミクスター - フォード・レイニー（英語版）（石森達幸）
- ジャネット - アナ・アリシア（英語版）（安永沙都子）
- アルブス - グロリア・ギフォード（英語版）（達依久子）
- レポーター - アラン・ハウフレクト（岡部政明）
- エルロド夫人 - ルシール・ベンソン（片岡富枝）
- ギャレット - クリフ・エミック（英語版）（加藤正之）
- 巡回警官 - ロジャー・ハンプトン（大木民夫）
- 巡回警官 - ケン・スモルカ（有本欽隆）
- グラハム - ジェフリー・クレイマー（英語版）（嶋俊介）
- ゲイリーの母 - リー・フレンチ（さとうあい）
- ゲイリー - タイ・ミッチェル
- クレイグ - ビル・ウォーロック（小野健一）
- ランディ - ジョナサン・プリンス（古田信幸）
- 救急隊員 - ロジャー・コールマン（小室正幸）
- ドロシー - 不明（滝沢ロコ）
- ナレーション - （大木民夫）

- 日本語吹替：初回放送1988年7月1日日本テレビ『金曜ロードショー／最新ホラーTV初登場 ブギーマン 呪われたハロウィン 悪魔の化身があなたを襲う（BD収録）

## スタッフ
- 監督：リック・ローゼンタール
- 脚本・製作：ジョン・カーペンター、デブラ・ヒル
- 製作総指揮：アーウィン・ヤブランス、ジョセフ・ウルフ、ムスタファ・アッカド
- 撮影監督：ディーン・カンディ
- プロダクションデザイナー：J・マイケル・リーヴァ
- 編集：マーク・ゴールドブラット、スキップ・スクールニク
- 音楽：ジョン・カーペンター、アラン・ハワース（英語版）

日本語版スタッフ
- 吹替翻訳：岩本令
- 吹替演出：伊達康将
- 吹替製作：東北新社